# Masivul Central
Masivul Central Francez (franceză Massif central) este un masiv hercinic care ocupă partea central-sudică a Franței. Cu o suprafață de 85.000 km², fiind masivul cel mai vast din regiune. Este un masiv bătrân (format acum 500 de milioane de ani), cu o altitudine medie. Cea mai înaltă altitudine este de 1.886 m, în vârful vulcanic Puy de Sancy.